# Jaume Tió i Noé
Jaume Tió i Noé també conegut com a Tió de l'infern (Tortosa, 10 d'abril de 1816 - Barcelona, 4 de setembre de 1844) fou un poeta, dramaturg i publicista tortosí.

## Biografia
Va pertànyer de ple a la generació precursora del romanticisme literari espanyol i català, que tingué els seus genuïns representants en Ángel de Saavedra, Antonio García Gutiérrez, Espronceda i més tard José Zorrilla y Moral. Des d'infant mostrà una singular aptitud pels estudis literaris i pel dibuix, sent ja notables les al·leluies satíriques que escrivia i il·lustrava, abans dels dotze anys. El 1830 entrà en el Seminari Conciliar Dertosense, on cursà fins al primer any de teologia, passant després a València, el 1834, on seguí la carrera de Lleis, llicenciant-se a Barcelona el 1842. La seva conducta estudiantil fou quelcom bulliciosa i alegre, i abans d'acabar la seva carrera va romandre a Barcelona i Madrid, on freqüentà el tracte d'artistes i literats i es donà a conèixer per la seva fecunditat poètica, ja que en ocasió de qualsevol fet, o personatge polític d'actualitat, Tió i Noé componia sempre una composició circumstancial, que es publiqués en la premsa.
El mateix any restà fugitiu i errant per França, passant fam i misèria, i caient presoner dels carlins, al retornar al seu país. De tornada a París, col·labora en Le Constitutionnel, Le Siècle i L'Orbe Littéraire, sent molt ben acollit pel duc de Rivas i per Martínez de la Rosa. Després a Barcelona, treballà per l'editor Oliveres, fundant i dirigint la Biblioteca que titulà Tesoro de Autores Ilustres. Des de 1838, realitzà en la seva major part la seva tasca a Barcelona, estrenant els seus drames històrics més famosos. Rubió i Ors, de Bofarull, Pelagi Briz, Milà i Fontanals, Pau Piferrer, Joan Cortada, Aribau i Víctor Balaguer foren els seus amics incondicionals i l'encoratgen en les seves afortunades temptatives poètiques, que ben aviat es converteixen en francs i unànimes èxits.
Des de 1839 col·laborà en El Constitucional de Barcelona i Lo Torronyáu entregant-se a una tasca desmesurada per les seves forces. Fou director d'El Heraldo i El Solitario, col·laborant en El Guardia Nacional i El Tiempo de Cadis i en El Liberal Barcelonés, fins al 1842. Prengué part en el moviment polític contra Espartero, amb tota la fogositat pròpia del seu caràcter, i combatent-lo amb odes i sàtires, més que virulentes, les quals eren molt llegides. El gran filòsof Balmes fou amic íntim de Tió i Noé. Alguns autors han apuntat la idea que les cèlebres cartes Cartas á un escéptico, del primer eren dirigides al poeta tortosí; però el seu més copiós i més exacte biògraf, Francesc Mestre i Noé, desmenteix i prova la falsedat de tal encert. Tió i Noé morí l'any indicat, víctima d'una tuberculosi que l'amenaçà durant tota la vida. Havia estat casat amb Dolors de Garecave. El filòsof Balmes l'auxilià i confortà en els seus últims moments, que foren propis del creient més fervorós.
La popularitat de Tió i Noé, no tan sols a Catalunya, sinó arreu d'Espanya, fou gran en la seva època. Poeta inspirat, fàcil i espontani, fecund dramaturg i molt coneixedors dels recursos i ressorts escènics, aconseguí interessar al públic que aplaudia els seus drames, sense distingir-los dels de García Gutiérrez i Zorrilla. Alberto Lista, que li professà verdadera amistat, no es cansava d'admirar el seu talent, les seves produccions literàries i les seves disposicions generals. Els seus profunds coneixements de parla castellana i el seu natiu bon gust literari l'encimaren fins al lloc preeminent del parnasos espanyol, en el que a les primeries del segle XX s'intentà de reposar-lo.

El cèlebre crític Piferrer va escriure a propòsit del seu drama Generosos á cual más, que,
| « | Tió mereixia la gratitud i consideració dels seus contemporanis per haver-se aventurat a escriure per al teatre i portar a escena les glories del seu país, basades en la Història, en el precís moment en què les traduccions dels drames francesos envaeixen els escenaris. La vivesa i promptitud de concepció de què Tió està dotat es poden veure en aquest drama, i el que pugui apreciar el seu estil pur, vigorós i sempre espontani, notarà com resplendeixen aquestes belles qualitats en els grans tocs amb què apareixen dibuixades les figures i exposades les situacions més dramàtiques. | » |

## Llista completa de les obres de Tió i Noé
- Bodas y exequias á un tiempo, comèdia en tres actes (Tortosa, 1836);
- Quevedo, drama en un acte (Barcelona, 1838);
- El castellano de Mora, drama en tres actes (Barcelona, 1839);
- Un rey por fuerza, (Barcelona, 1840);
- Generosos á cual más, (Barcelona, 1841);
- El pronunciamiento de Barcelona, (Barcelona, 1842);
- Alfonso III el Liberal, ó Leyes de deber y amor, drama en tres actes (Barcelona, 1843, Tortosa, 1890);
- El espejo de las venganzas, (Barcelona, 1844);
- El Eco del Torrente, comèdia (Barcelona, manuscrit inèdit);
- Minvana, novel·la poemàtica, imitació d'Ossian (manuscrit inèdit).

Per la Biblioteca Tesoro de Autores ilustres, d'Oliveres, anotà i comentà la Historia del movimiento y separación de Cataluña, de Melo, i la ??Expedición de catalanes y aragoneses á Oriente, de Moncada.
També prologà i revisà l'edició de La Celestina, de Tomas Gorchs, de 1842. A més, traduí, per a la mateixa Biblioteca:
- El peregrino, de D'Arlincourt;
- Sataniel, de F. Souliè;
- Lelia Sipirídión, de George Sand;
- Historia de la Hermosa Cordolera, i El Mutilado de Saintine;
- El Teatro Completo, de Dumas;
- Los misterios de París, d'Eugenio Sue;
- Marcos Visconti, de Tomás Grassi;

A més, amb el seu pseudònim, de El Licenciado Borrajas, La Fisiología del Estudiante (Barcelona, 1848): Los cuentos filosóficos i Eugenia Grandet, d'Honoré de Balzac.